# آلیاکساندرا رامانوسکایا
آلیاکساندرا رامانوسکایا (انگلیسی: Aliaksandra Ramanouskaya؛ زادهٔ ۲۲ اوت ۱۹۹۶) اسکی‌باز نمایشی زن اهل بلاروس است. او در رشته اسکی الپاین (Alpine skiing) در مسابقات شرکت می‌کند. رامانوسکایا در دستهٔ اسکی الپاین سرعتی (Downhill) و اسکی سوپر جاینت (Super-G) به رقابت می‌پردازد.
وی در مسابقات کشوری و بین‌المللی در مجموع برندهٔ ۳ مدال طلا شده‌است.